# Daniel Ash

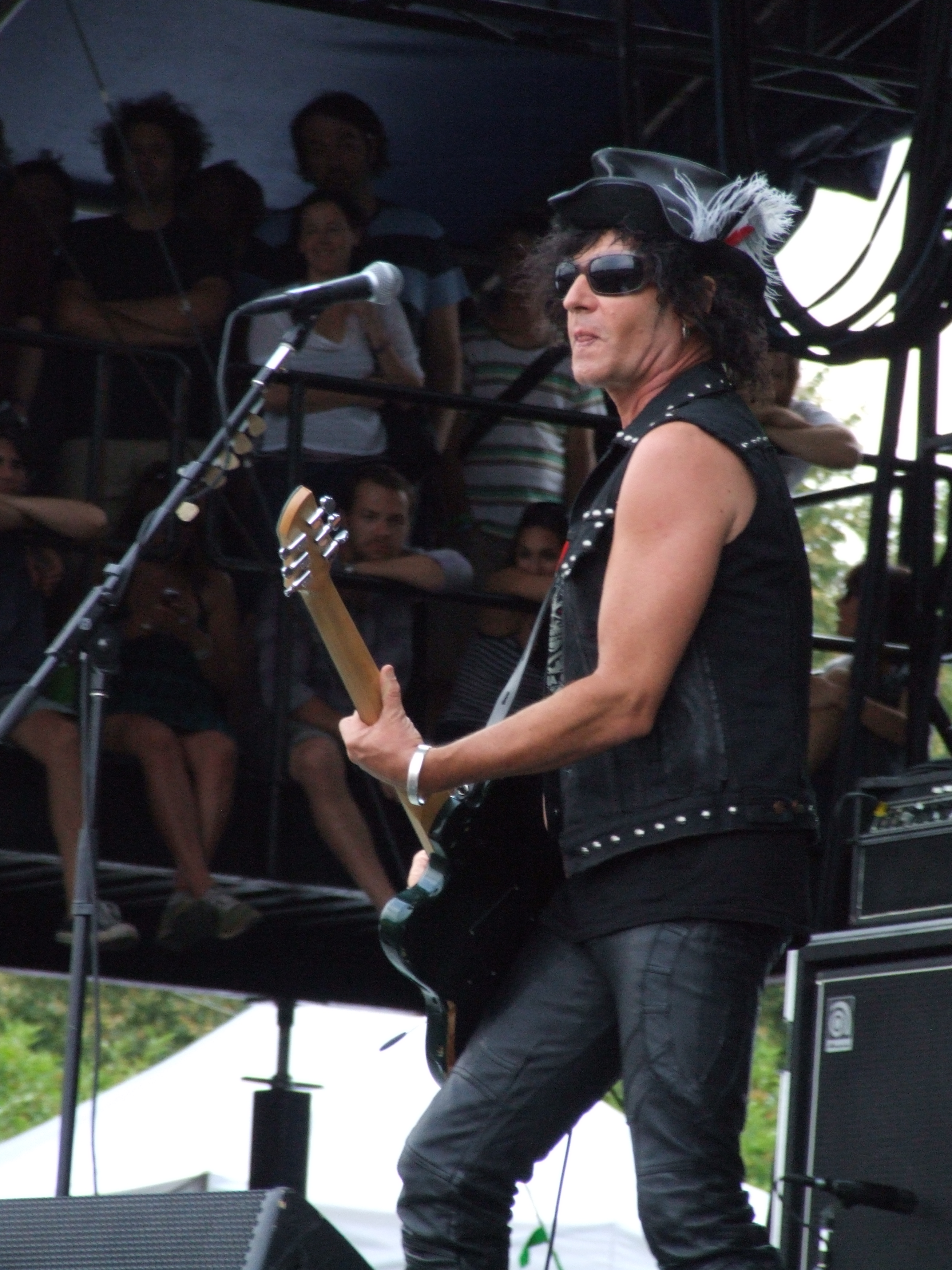
Daniel Ash (2008)

Daniel Gaston Ash (* 31. Juli 1957 in Northampton, England) ist ein britischer Musiker. Internationale Bekanntheit erlangte er als Gitarrist und Saxophonist der Bands Bauhaus, Love and Rockets sowie Tones on Tail. Daniel Ash gilt als einer der Miterfinder von Gothic Rock bzw. Dark Wave und beeinflusste andere bekannte Gitarristen wie Dave Navarro, Kim Thayil, oder John Frusciante.

## Biografie
Daniel Ash begann im Alter von 15 Jahren mit dem Gitarrespielen. Gemeinsam mit drei anderen Kunststudenten, die er seit Kinder- respektive Jugendtagen kannte, gründete er 1978 die Gruppe Bauhaus. Die Veröffentlichung der ersten Single Bela Lugosi’s Dead gilt als Geburtsstunde von Gothic Rock bzw. Dark Wave. Stilprägend wirkte in der Folge Ashs konstantes Entwickeln bis dato unbekannter Gitarren-Sounds, da er weder Standards erlernen wollte noch so klingen wie jemand anders zuvor:

„I had no interest in that, I wanted to go the opposite way, kind of like the original Bauhaus art movement if you like, which was very simplistic and functional but not excessive.“

„Daran hatte ich kein Interesse, ich wollte das Gegenteil davon, wenn man so will, ein bisschen wie die ursprüngliche Bauhaus-Kunstbewegung, die sehr einfach und funktional war, aber dabei nicht exzessiv.“

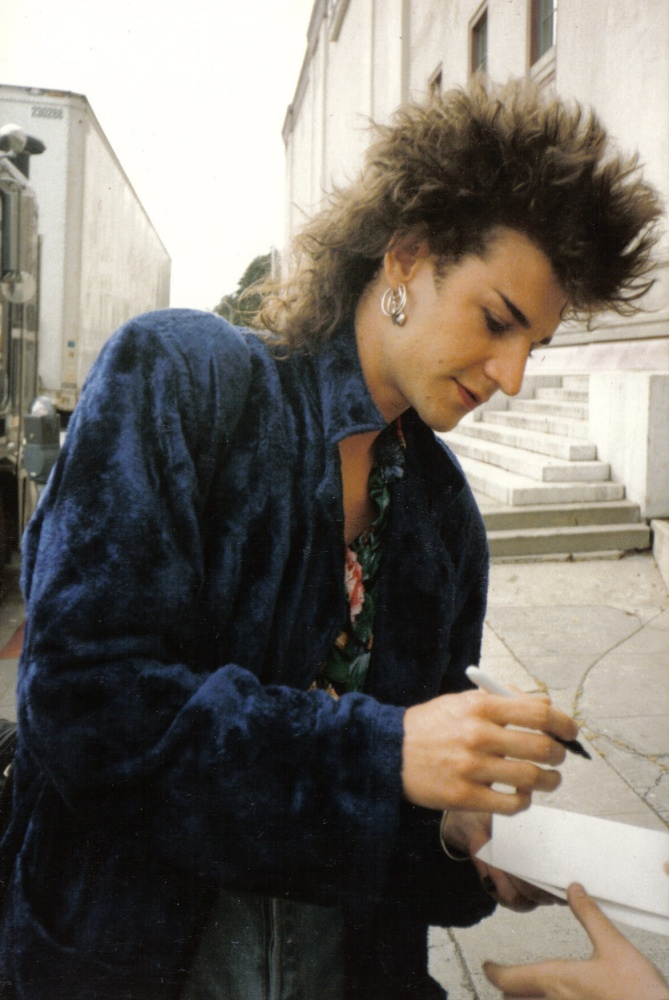
Daniel Ash 1986

Für die Alben Mask und The sky's gone out malte Daniel Ash die Schallplattencover. Auf Burning from the inside sang er das Lied Slice of life.
Noch während der Arbeit mit Bauhaus schuf Daniel Ash 1982 das Projekt Tones on Tail mit Schulfreund Glenn Campling, der im Bauhaus-Umfeld die Band unter anderem als Roadie unterstützte sowie an der Gestaltung des Covers der Bauhaus-LP Burning from the inside mitwirkte. Als Duo veröffentlichten sie 1982 eine EP mit vier Liedern. Nach dem vorläufigen Ende von Bauhaus 1983 stieß deren Schlagzeuger Kevin Haskins zur Gruppe.
Tones on Tail veröffentlichten ein Album, drei EPs sowie sechs Singles, ehe die Band sich 1984 auflöste zugunsten Daniel Ashs nächstem Projekt Love and Rockets.Hierbei arbeitete Daniel Ash wieder mit den beiden Bauhaus-Instrumentalisten Kevin Haskins sowie dessen Bruder, Bassist David J. Daniel Ash und David J teilten sich den Gesang.
Der Sound wurde fröhlicher als bei Bauhaus und die 1989er Single "So Alive" erreichte mit Platz 3 der Billboard Hot 100 die höchste Chartposition einer Veröffentlichung aus dem Bauhaus-Umfeld.
1988 veröffentlichte die Gruppe einmalig unter dem Pseudonym The Bubblemen eine Single ("The Bubblemen Are Coming!") samt dazugehörigem Videoclip. Nach dem vorläufigen Bandende 1999 wegen der Bauhaus-Reunion im Jahr zuvor, gab es eine kurze Wiedervereinigung ab 2007 bis zu ihren letzten Auftritten bei Coachella Valley Music and Arts Festival und Lollapalooza 2008, ehe Daniel Ash im Jahr darauf verkündete, kein weiteres Interesse an einer Zusammenarbeit zu haben. Indes erschien kurze Zeit später das Tributealbum New Tales to Tell: A Tribute to Love and Rocket mit Beiträgen von u. a. Monster Magnet, Black Francis und Puscifer. Bereits 1996 war Daniel Ashs Schaffen mit Bauhaus gewürdigt worden mit dem Sampler The Passion Of Covers - A Tribute To Bauhaus  mit Beiträgen von u. a. Faith and the Muse und The Electric Hellfire Club, außerdem 1998 mit Satori: A Tribute To Bauhaus.
2017 spielten Daniel Ash und Kevin Haskins Lieder aus ihren gemeinsamen Bands mit Haskins’ Tochter Diva Dompé als Bassistin unter dem Namen Poptone. Dabei entstand ein Live-Album.
Als Solo-Künstler veröffentlichte Daniel Ash drei reguläre Studio-Alben sowie jeweils ein Studio-Album mit Neuaufnahmen alter Songs seiner Projekte („Stripped“, 2014) und ein Live-Album mit eigenen als auch Songs von Bauhaus, Love and Rockets und Tones on Tail („Come Alive“, 2005).

## Diskografie (Studioalben)

### Solo
- 1991: Coming Down
- 1992: Foolish thing desire
- 2002: Daniel Ash
- 2014: Stripped

### Mit Bauhaus
(siehe auch Bauhaus (Band)#Diskografie)
- 1980: In the Flat Field
- 1981: Mask
- 1982: The Sky’s Gone Out
- 1983: Burning from the Inside
- 2008: Go Away White

### Mit Love and Rockets
(siehe auch Love and Rockets (Band)#Diskografie)
- 1985: Seventh Dream of Teenage Heaven
- 1986: Express
- 1987: Earth, Sun, Moon
- 1989: Love and Rockets
- 1994: Hot Trip to Heaven
- 1996: Sweet F. A.
- 1998: Lift

### Mit Tones on Tail
- 1984: Pop